# فاسيلي تشيتشاغوف
فاسيلي تشيتشاغوف (بالإنجليزية: Vasily Chichagov) كان مستكشفًا روسيًا، وأميرالًا في البحرية الروسية.

## طالع أيضًا
- البحرية الروسية
- قائمة المستكشفين